# San Pietro (ostrov)
San Pietro (sardinsky Isula 'e Sàntu Pèdru) je ostrov ležící přibližně 7 km od jihozápadního pobřeží Sardinie v Itálii. S 51 km² jde o šestý největší ostrov Itálie podle rozlohy. Přibližně 6000 obyvatel žije v rybářském městě Carloforte. Je součástí provincie Jižní Sardinie. Je pojmenován podle svatého Petra.

## Geografie

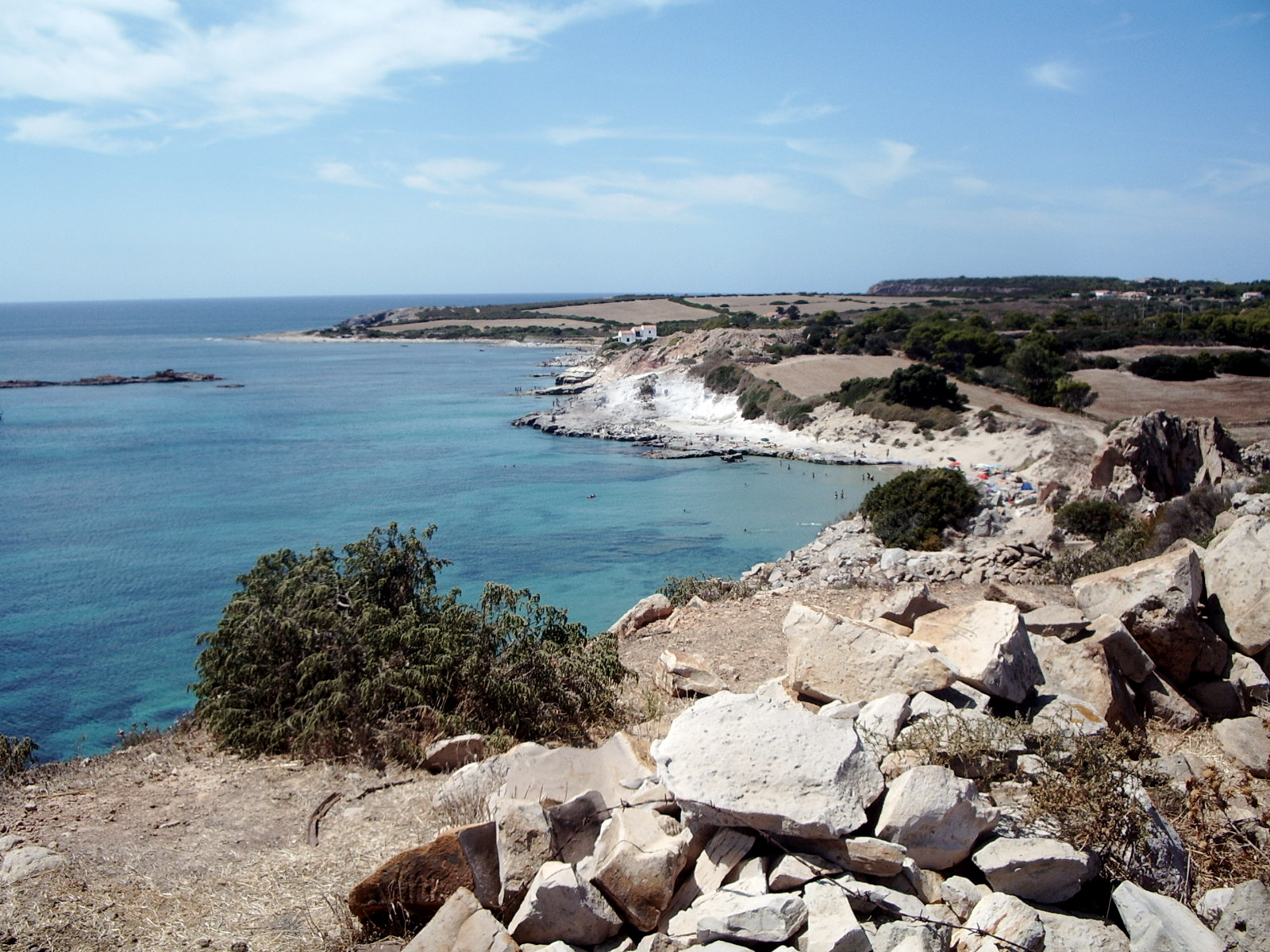
Pláž na ostrově San Pietro

Ostrov má vulkanický původ. 18 km pobřeží je většinou skalní; západní a severní část zahrnuje některé přírodní jeskyně a několik malých pláží. Pobřeží je tady obecně velmi strmé. Východní část je mnohem bezpečnější, je nízká a písečná.
Ostrov nemá žádné řeky nebo potoky, ale rysy mnoha rybníků a bažin. Vnitrozemí je kopcovité. Nejvyššími horami jsou Guardia dei Mori (211 m) a Bricco Tortoriso (208 m).

## Historie
Ostrov je znám již od starověku. Féničané ho nazývali Enosim nebo Inosim, zatímco pro Řeky to byl Hieracon nesos a pro Římany Accipitrum. San Pietro je dnes domovem pro pozůstatky z fénické, římské a sardinské civilizace.
Podle legendy je tak ostrov pojmenován, protože ho svatý Petr navštívil v roce 46 našeho letopočtu.
V osmnáctém století byl neobydlený San Pietro osídlen lidmi etnického původu, pocházejícími z kolonie janovské republiky. Dodnes si většina obyvatel zachovala janovaký dialekt, nazývaný Tabarchino.